# Asphondylia ilicicola
Asphondylia ilicicola är en tvåvingeart som beskrevs av Foote 1953. Asphondylia ilicicola ingår i släktet Asphondylia och familjen gallmyggor. Inga underarter finns listade i Catalogue of Life.